# Holly Hill, Florida
Holly Hill är en stad (city) i Volusia County, i delstaten Florida, USA. Enligt United States Census Bureau har staden en folkmängd på 11 663 invånare (2011) och en landarea på 10,2 km².